# Каплиця Богоматері Помочі (Кашуейра)
Каплиця Богоматері Допомоги (порт. Capela de Nossa Senhora da Ajuda, Capela da Ajuda) — римо-католицька церква 17-го століття, розташована в Кашуейра, Баїя, Бразилія. Це перша церква, побудована в Кашуейрі як частина цукрової плантації родини Адорно, і є домом для Братства Богоматері Допомоги (Irmandade de Nossa Senhora da Ajuda). Костел також присвячений Матері Божій Помочі. Каплиця приваблює велику кількість паломників, відданих Матері Божій Помочі. Каплиця була внесена до списку історичних споруд Національним інститутом історичної та художньої спадщини (IPHAN) у 1939 році.

## Історія
Альваро Родрігес Селестіно Адорно, син Антоніо Діаса Адорно, побудував каплицю на пагорбі, присвячену Богоматері Вервиці між 1595 і 1606 роками. Жуан Родрігіш Адорну, спадкоємець і правнук майна Альвару Адорну, перебудував церкву протягом 1673-1687-х років. Каплицю перебудували з каменю та вапна. Батько Мігел де Араужу Адорну, син Жуана Р. Адорно, відслужив першу месу в новій каплиці в жовтні 1686 року, очевидно, ще до її завершення. У цей період церква стала асоціюватися з Братством Сан-Педро-душ-Клерігуш; згасання активності ордена спровокувало занедбаність церкви. В 1872 році церкву відвідали та приєдналися до церкви музиканти з Братства Богоматері Допомоги.   

## Місцезнаходження
Каплиця Богоматері Допомоги розташована на вершині пагорба в Кашуейрі, до неї ведуть три круті вулиці. Його фронтиспис звернений на захід до річки Парагуасу. Каплиця є частиною комплексу численних собрадо цукрового заводу родини Адорно. Набагато більша парафіяльна церква Богоматері Вервиці була завершена на початку 18 століття біля основи Ладейра-да-Ажуда. Через те, що каплиця розташована на пагорбі, колись вона була центральною точкою Кашуейри, але зараз вона оточена міською забудовою.   

## Структура
Каплиця Богоматері Помочі примітна в Баїї простотою дизайну та пропорцій. Складається з нави, приділу, ризниці, притвору та дзвіниці. Церква має простий центральний портал з дерева з вікнами з обох боків. Покрівля церкви буває двох типів: двосхилий над навою та купольний з черепичної цегли над приділом. До дзвіниці та хору можна потрапити через зовнішні сходи, характерні для інших перших церков Бразилії. Над ґанком розташовані два вікна хору та окулус. Невелика пірамідальна дзвіниця з жерстяним дахом фланкує церкву; вона пізнішої споруди. В інтер'єрі каплиці є зображення святого Франциска Ассізького, святого Бенедикта, святої Люсії, святого Каетана (Святого Каетана) і святого Петра. Кафедра увінчана кам'яними сходами.   
Каплиця відома своїм ґанком, накритим похилим дахом і обгородженим дерев’яним поруччям; притвор колись був закритим нартексом до церкви. Каплиці з притвором такого типу в Баїї зустрічаються лише в церквах, побудованих у 16-17 століттях; її дизайн дуже нагадує каплицю Богоматері Драбини (Capela de Nossa Senhora da Escada) у Сальвадорі та каплицю Святого Йосипа з Дженіпапо (Capela de São José do Jenipapo) у Кастру-Алвес. Церковний портал ведеться з притвору і має низьке вікно з обох боків.   
Невеликий прибудований зал праворуч від будівлі датується ХІХ століттям. 

## Захищений статус
У 1939 році Національний інститут історичної та мистецької спадщини включив каплицю Богоматері Допомоги до списку історичних споруд. В директиву IPHAN були включені під номером 198 й структура, і її зміст.